# جيري كيلغور (مغن مؤلف)
جيري كيلغور (بالإنجليزية: Jerry Kilgore)‏ هو مغن مؤلف أمريكي، ولد في 12 نوفمبر 1964.